# (14906) 1993 NJ1
A (14906) 1993 NJ1 a Naprendszer kisbolygóövében található aszteroida. Eric Walter Elst fedezte fel 1993. július 12-én.